# Hathimudha
Hathimudha – gaun wikas samiti we wschodniej części Nepalu w strefie Kośi w dystrykcie Morang. Według nepalskiego spisu powszechnego z 2001 roku liczył on 1497 gospodarstw domowych i 7926 mieszkańców (3907 kobiet i 4019 mężczyzn).